# V wyprawa krzyżowa
V wyprawa krzyżowa, V krucjata – wyprawa wojenna podjęta w 1217 roku. Wydarzenia towarzyszące czwartej wyprawie krzyżowej nie zraziły papieża Innocentego III do idei krucjat i w 1215 roku proklamował on nową krucjatę na IV soborze laterańskim. Udział w niej wzięło rycerstwo francuskie, włoskie, węgierskie, niemieckie. Tym razem na wezwanie papieża odpowiedziało wielu możnych. Nowa wyprawa miała zostać skierowana do Egiptu.
W 1215 roku krzyż przyjął przyszły cesarz Fryderyk II Hohenstauf. Do wyprawy przyłączyło się też wielu francuskich możnych, chociaż konflikt zbrojny z Anglią spowodował pewne opóźnienie ich wyjazdu. Pod koniec lata 1217 roku w Akce zaczęły się gromadzić pierwsze oddziały krzyżowców. W listopadzie znaczące siły krzyżowców pod wodzą króla Węgier Andrzeja II, księcia Antiochii Boemunda IV Jednookiego oraz króla Cypru Hugona I Cypryjskiego podjęły działania na terenie Zajordanii. Muzułmanie wycofali się do Damaszku. W tej sytuacji krzyżowcy zdecydowali się również na odwrót, nie przystępując zimą do oblężenia miasta.
Rozczarowany przebiegiem dotychczasowych działań król węgierski postanowił wracać do domu. Jego nagły wyjazd wywołał konsternację wśród baronów Outremer. Sytuację poprawiło jednak w pewnym stopniu przybycie do Akki w kwietniu 1218 roku nowych oddziałów krzyżowców francuskich i niemieckich. Niemniej sam cesarz pozostawał nadal w Europie.
W maju 1218 roku silna flota krzyżowców, pozostawiając w Ziemi Świętej kontyngent niemiecki, wypłynęła z Akki w kierunku Damietty. Dowodzone przez króla jerozolimskiego Jana z Brienne wojska krzyżowców zdobyły położoną w pobliżu Damietty twierdzę i przystąpiły do oblężenia miasta. W imieniu papieża dowództwo nad wyprawą sprawował jego legat, kardynał Pelagio Galvani.
Wśród oblegających Damiettę krzyżowców zaczęły się wkrótce szerzyć choroby. Muzułmanie gotowi byli na podjęcie z krzyżowcami rokowań pokojowych. W zamian za wycofanie się z Egiptu zaproponowali im zwrot Jerozolimy i relikwii Krzyża Świętego. Pelagio Galvani odrzucił jednak tę propozycję. Prawdopodobnie papież i kupcy włoscy przekonali go, iż prawdziwym celem wyprawy jest podbój Egiptu.
W listopadzie 1219 roku krzyżowcom udało się w końcu zdobyć Damiettę. Droga do Kairu stanęła przed nimi otworem.
W lipcu 1220 roku wojska krzyżowe zaczęły posuwać się w górę Nilu. Opieszałość krzyżowców pozwoliła jednak Al-Kamilowi na przygotowanie się do obrony. Wojska egipskie okrążyły armię krzyżowców, a jednocześnie flota sułtana odcięła ich od Damietty. Kardynałowi Galvaniemu udało się wyrwać z oblężenia, jednak większość armii zmuszona została do kapitulacji. W następnym roku krzyżowcy opuścili Damiettę i powrócili do Akki. Sny o łatwym podboju Egiptu się rozwiały.

## Nawiązania w kulturze
Krucjata została opisana przez Zofię Kossak w powieści pt. Bez oręża.